# Shōken

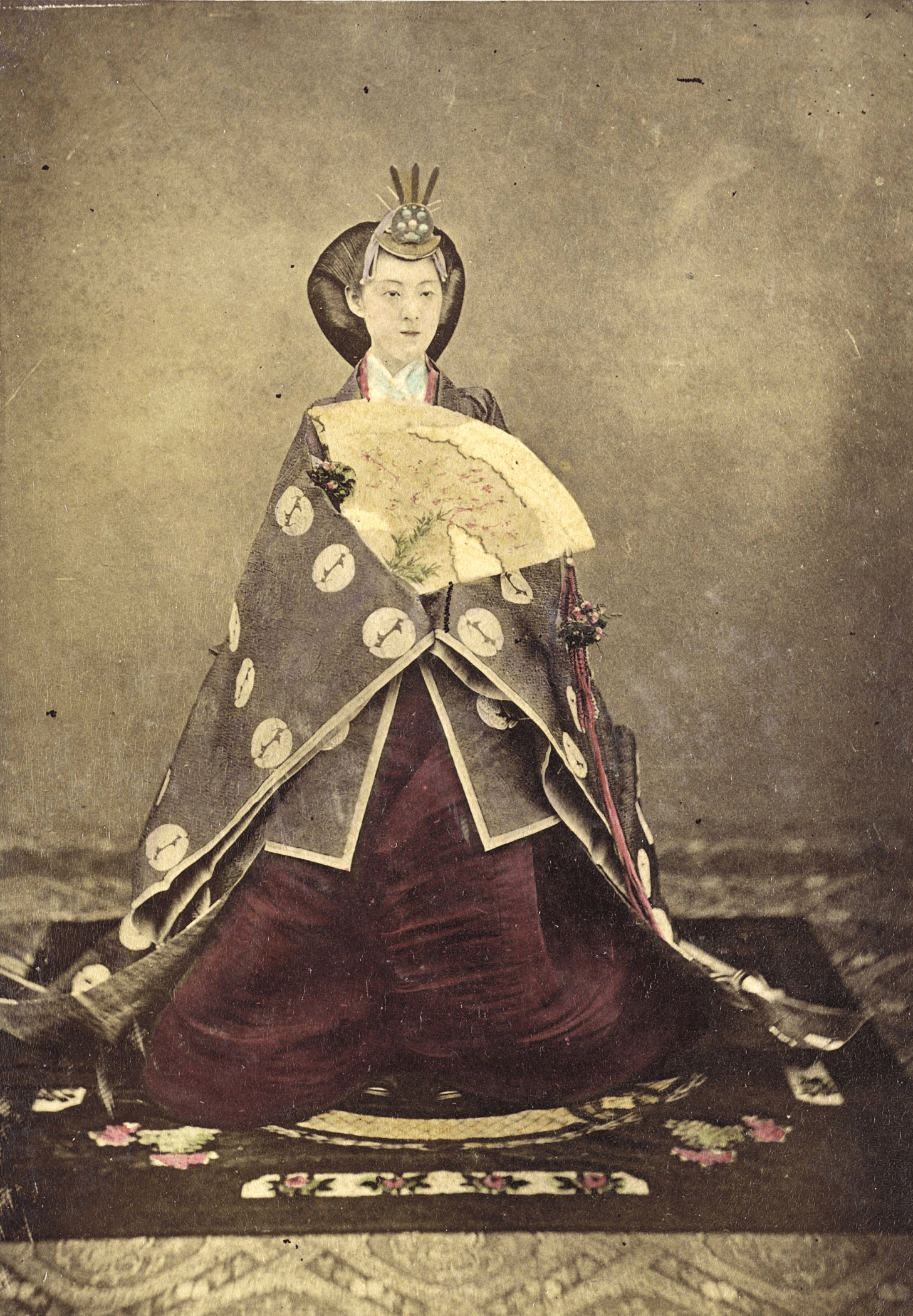
Kaisergemahlin Haruko in traditionellem japanischem Gewand (1872), Fotografie von Uchida Kuichi

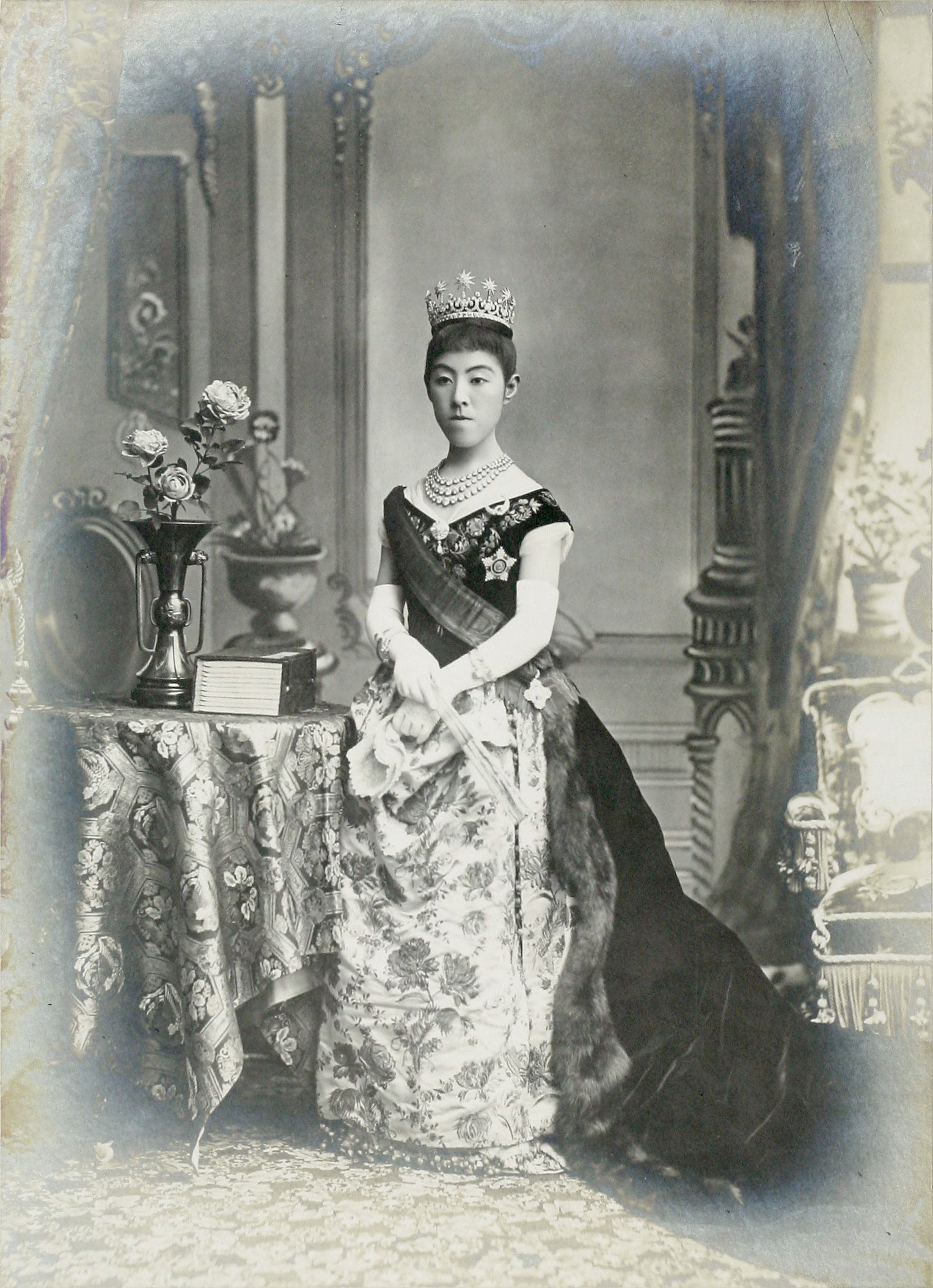
Kaiserin Shōken nach westlicher Mode gekleidet.

Kaiserin Shōken (jap. 昭憲皇后 Shōken-kōgō; * 9. Mai 1849 in Kyōto; † 9. April 1914 in Numazu), auch bekannt als Shōken-kōtaigō (jap. 昭憲皇太后; dt. Kaiserinwitwe Shōken), war Kaiserliche Gemahlin des Meiji-Tennō.

## Leben bis zur Heirat
Geboren als Ichijō Masako (jap. 一条勝子) war die spätere Kaiserin Shōken die dritte Tochter Ichijō Tadakas, des vormaligen Kanzlers zur Linken (Sadaijin) und Oberhaupt des Ichijō-Zweiges der Fujiwara-Familie. Ihre Mutter war eine Tochter Prinz Fushimi Kuniies.
In frühester Kindheit wurde Prinzessin Masako beinahe als Wunderkind angesehen. Bereits als Vierjährige konnte sie Gedichte aus dem Kokin-wakashū lesen und verfasste im Alter von nur fünf Jahren eigene Waka-Verse. Als Siebenjährige war sie mit geringer Unterstützung in der Lage, in klassischem chinesisch verfasste Texte zu lesen, und studierte Shodō, die japanische Kalligrafie. Mit zwölf Jahren befasste sie sich mit dem Spielen der Koto und begeisterte sich für das Nō-Theater. Ebenso erlernte sie Ikebana und die Japanische Teezeremonie. Ein größeres Hindernis für ihre Erwählbarkeit als Kaiserliche Gemahlin war, dass sie drei Jahre älter als der Meiji-Tenno war. Jedoch wurde die Angelegenheit dadurch gelöst, dass ihr offizielles Geburtsdatum von 1849 auf 1850 geändert wurde.
Am 2. September 1867 wurde sie mit dem Meiji-Tenno verlobt und nahm den Namen Haruko (jap. 美子) an, was auf ihre geringe Körpergröße und stille Schönheit anspielen sollte. Das Tokugawa-Bakufu (Shogunats-Militärregierung) offerierte 15.000 Ryō in Gold für die Hochzeit und wies ihr ein jährliches Einkommen von 500 Koku zu. Da jedoch die Tokugawa-Militärregierung durch die Meiji-Restauration entmachtet wurde, bevor die Ehe geschlossen wurde, kam es nicht zur Auszahlung der zugesagten Beträge. Die Hochzeit verzögerte sich, teils wegen der Trauerzeiten für den Kōmei-Tennō und ihren Bruder Ichijō Saneyoshi, teils wegen der politischen Unruhen rund um Kyōto während der Jahre 1867 und 1868. Die Hochzeit wurde schließlich am 11. Januar 1869 offiziell gefeiert.
Sie war nach mehreren Jahrhunderten die erste kaiserliche Gemahlin, die die beiden Titel nyōgō und kōgō erhielt (wörtlich des Kaisers Ehefrau, übersetzt als Kaisergemahlin).
Obschon sie die erste japanische Kaisergemahlin war, die eine öffentliche Rolle spielen sollte, wurde bald klar, dass es ihr unmöglich war, Kinder zu gebären. Der Meiji-Tennō hatte jedoch 15 Kinder mit fünf offiziellen Kammerfrauen. Wie es der Tradition der japanischen Monarchie entsprach, adoptierte Haruko Yoshihito, den ältesten Sohn ihres Ehemanns mit der Konkubine Yanagiwara Naruko. Yoshihito wurde so der offizielle Thronerbe und bestieg nach dem Tod seines Vaters als Taishō-Tennō den Thron.

## Kaisergemahlin
Die Kaiserin brach am 8. November 1869 von Kyōto in die neue japanische Hauptstadt Tokio auf. Mit der Tradition brechend, bestand der Meiji-Tenno darauf, dass sie sowie die Oberkammerfrauen bei den regelmäßigen Lehrvorträgen über die Zustände in Japan und über Ereignisse und Entwicklungen im Ausland anwesend waren.
Von 1886 an trug die Kaiserin und ihr Hofstaat bei öffentlichen Auftritten nur noch Kleidung im westlichen Stil. 1887 veröffentlichte sie sogar eine diesbezügliche Denkschrift, in der sie nicht nur argumentierte, dass traditionelle japanische Gewänder für ein modernes Leben ungeeignet seien, sondern auch, dass die westliche Kleidung eher (als der Kimono) der Kleidung entspräche, die Frauen in Japans Vorzeit getragen hätten.
Auf diplomatischem Gebiet fungierte sie 1881 als Gastgeberin für die Frau des US-amerikanischen Ex-Präsidenten Ulysses S. Grant während dessen Japan-Besuches. Sie war ebenfalls anwesend während dessen Unterredungen mit dem hawaiischen König Kalākaua. Im gleichen Jahr beteiligte sie sich am Empfang der Söhne des englischen Königs Eduard VII., der Prinzen Albert und George, dem späteren König Georg V., die sie mit einem Paar gezähmter Wallabys beschenkten.
Am 26. November 1886 begleitete die Kaiserin ihren Gemahl nach Yokosuka, um dort die neuen Kreuzer der Kaiserlich Japanischen Marine Naniwa und Takachiho beim Abfeuern von Torpedos und Ausführen anderer Manöver zu beobachten. Ab 1887 war sie häufig bei offiziellen Besuchen von Schulen, Fabriken und Armee-Manövern an der Seite des Tennō. Als der Tennō 1888 erkrankte, nahm sie seine Stelle beim Empfang der Gesandten aus Siam, beim Stapellauf von Kriegsschiffen und beim Besuch der Kaiserlichen Universität Tokio ein.
1889 begleitete sie den Meiji-Tennō bei seinen offiziellen Besuchen in Nagoya und Kyōto. Während der Tennō zu den Marine-Stützpunkten bei Kure und Sasebo fuhr, suchte sie in Nara die wichtigsten Shintō-Schreine auf.
Während ihrer Herrschaft war sie bekannt für ihre Unterstützung karitativer Einrichtungen und Förderung von Bildungseinrichtungen für Frauen. Während des Ersten Japanisch-Chinesischen Krieges engagierte sie sich für die Gründung des Japanischen Roten Kreuzes. Da ihr die Arbeit des Roten Kreuzes auch während Friedenszeiten ein besonderes Anliegen war, richtete sie einen Fonds für das Internationale Rote Kreuz ein, der später ihr zu Ehren „The Empress Shōken Fund“ genannt wurde. Dieser Fonds wird heute für internationale Wohlfahrtsaktivitäten genutzt. Während des Krieges, nachdem der Tennō das militärische Hauptquartier von Tokio nach Hiroshima verlegt hatte, um die Nachschublinien zu seinen Truppen zu verkürzen, suchte die Kaiserin ihn dort im März zusammen mit seinen beiden Lieblingskonkubinen auf. Während sie in Hiroshima weilte, bestand sie darauf, regelmäßig Krankenhäuser zu besuchen, wo verletzte Soldaten versorgt wurden.

## Kaiserinwitwe
Mit dem Tod des Meiji-Tennō im Jahr 1912 wurde ihr vom Taishō-Tennō der Titel Kōtaigō (皇太后 dt. Kaiserinwitwe) verliehen.
Sie verstarb am 9. April 1914 in der kaiserlichen Villa in Numazu und wurde bei der Burg Fushimi im Osthügel des Fushimi Momoyama-ryō in Fushimi neben dem Meiji-Tennō beerdigt. Am 9. Mai 1914 wurde ihr der posthume Name Shōken-kōtaigō verliehen. Zusammen mit dem Meiji-Tenno wird ihrer bis heute im Meiji-Schrein gedacht.